# De Zaan
N.V. Cacaofabriek "De Zaan" is een cacaofabriek die zich bevindt aan de Stationsstraat te Koog aan de Zaan en doorloopt tot aan de Zaan te Zaandijk. Tegenwoordig is ze eigendom van Olam Cocoa.

## Geschiedenis
Het bedrijf werd opgericht op 3 april 1911 door vier leden, voornamelijk middenstanders, van de Onderlinge Handelsvereniging "De Onderneming". Doel van het bedrijf was: het maken van chocolade- en suikerwerken en aanverwante artikelen en de handel daarin. De bedrijfsvorm wordt een N.V. In november 1911 begon de productie. Men vervaardigde chocoladerepen en rumbonen. Er werkten al snel 15 mensen. De bedrijfsresultaten bleven aanvankelijk achter bij de verwachtingen, en daarom werd in 1913 door aandeelhouder Jan Huysman het voorstel gedaan om persen aan te schaffen en zélf cacaoboter te maken. Huysman was eigenaar van vier windmolens die cacao-afvallen verwerkten.
Eind 1914 zijn de bedrijfsresultaten beter. Men trachtte het bedrijf te verkopen aan Teun Oly & Comp. (TOC), die echter geen belangstelling toonde. In 1915 werd er voor het eerst winst gemaakt. Huysman stelde voor om cacaopoeder en -boter te bereiden en in 1916 werden enkele oude machines daartoe aangeschaft. In 1916 werd Jac. Oly, van de firma Kamphuys & Oly, als chef aangesteld. Alle aandelen werden door Jan Huysman gekocht. Hij werd directeur en zijn zoon Willem Huysman werd commissaris. De prijsstijgingen tijdens de eerste Wereldoorlog brachten winst en de bedrijfsnaam werd veranderd in: N.V. Cacao- en Chocoladefabriek "De Zaan".
In 1920 werd Willem Huysman directeur van het bedrijf. Na nog enkele verliesgevende jaren bracht 1922 weer winst en werden nieuwe persen aangeschaft. De cacaoboter werd verkocht onder de merknaam "Astra". Ook het cacaopoeder werd goed bevonden. Er werkten nu 10 mensen. De boterproductie bedroeg nu 9 ton per week en in 1923 werd er 20 ton cacaoboter per week geproduceerd en werden 2700 ton bonen per jaar verwerkt. Ondertussen werd in 1924 de chocoladeproductie stopgezet. Winst werd gemaakt op de cacaoboter, die veel naar het buitenland werd geëxporteerd, onder meer naar het bedrijf Gill & Duffus. De boter was verpakt in balen à 100 kg (10 cacaoboterbroden). De bedrijfsnaam werd opnieuw aangepast tot N.V. Cacaofabriek "De Zaan". Uitbreidingen volgden elkaar op en in 1928 werd de stilgelegde oliefabriek "Wilhelmina" opgekocht. Nu werkten er 75 mensen op "De Zaan". In 1928 werden 6000 ton bonen verwerkt. In 1930 was dit 7350 ton en in 1931 reeds 8600 ton.
Door de crisis deed de concurrentie van TOC, Kamphuys & Oly, en Van Houten zich gevoelen. Desondanks werd in 1932 reeds 9000 ton cacaobonen verwerkt en in 1933 zefs 10.000 ton. In 1934 was dit 16.000 ton. Uiteraard ging deze productie-toename gepaard met vele uitbreidingen van fabriek en machinepark. Ook het personeelsbestand nam toe, en wel tot 150 in 1935. Er werd toen 21 kton aan cacaobonen verwerkt. Naast cacaoboter maakte men ook cacaopoeder. De productietop lag in 1936 toen 22800 ton bonen verwerkt werd. Daarna vlakte de productie af.
Tijdens de Tweede Wereldoorlog moest het bedrijf, wegens gebrek aan grondstoffen, onder meer koffiesurrogaat, cacaomelkpoeder en anijsmelkpoeder produceren. In 1943 was men door de voorraad cacaobonen heen.
Na de bevrijding werd de samenwerking met Gill & Duffus hersteld. Men kocht de molen De Zaadzaaier op het schiereiland Hemmes. Geleidelijk begon men ook weer te investeren in de fabrieken. Men ging ook cacaopoeder in kleine verpakking verkopen. Later werd ook chocoladehagel onder merknaam Zaanhagel aan het productenpakket toegevoegd. 
Het bedrijf groeide en in 1960 waren er 406 medewerkers. In 1961 werd 28.900 ton bonen verwerkt. Omdat men vreesde dat de cacaobonen in de toekomst in de landen van oorsprong zouden kunnen worden verwerkt en omdat men ook de komst van cacaobotervervangende vetten voorzag, ging men naar expansiemogelijkheden buiten de cacaosector zoeken. Daartoe werd in 1961 de advocaat- en limonadefabriek Bruinsma te Amsterdam overgenomen en ging verder als:  N.V. Drankenindustrie "Raak". In 1961 werd het complex De Zaanstroom van Erven de Jong overgenomen van oudpapierhandel Van Vemde. In 1962 volgde de aankoop van eipoederfabriek NIVE te Nunspeet, die Zaan Spray ging heten. Het oude pand De Haremakerij werd geschonken aan de Zaanse Schans.
In 1964 werd de samenwerking met Gill & Duffes beëindigd en werd het bedrijf overgenomen door het Amerikaanse concern W.R. Grace & Co., dat ook reeds Van Houten had overgenomen. In totaal werd in 1964 1350 ton product in kleine verpakking verkocht. In 1965 werden de cacaobelangen van Grace gebundeld in de divisie: Chocolate and Confectionery. De productie bij Van Houten in Weesp (10 kton cacaobonen per jaar) werd stopgezet en naar cacaofabriek De Zaan (35 kton/jaar) overgebracht. Aldus werden bij De Zaan in 1966 reeds 45 kton bonen verwerkt door 563 medewerkers. Bij Zaan Spray werd 60-70 ton eiproducten per jaar geproduceerd. In 1968 werd 48 kton bonen verwerkt. Ondertussen werd ook het instantpoeder Mixfertig geïntroduceerd.
Raak, tot dan toe gevestigd op het terrein van "De Zaan", moest vanwege ruimtegebrek verplaatst worden naar Utrecht. In 1969 werden voor het eerst gastarbeiders in dienst genomen en de verwerking bereikte in 1970 het niveau van 50.279 ton cacaobonen. De bedoeling was om uiteindelijk 60 kton/jaar te gaan halen. De eierverwerkende fabriek NIVE werd verkocht. In 1978 werd de consumentenmarkt verlaten. De verwerking bedroeg nu reeds 58 kton/jaar. In 1980 waren er 460 medewerkers. Nog steeds werd er uitgebreid en in 1981 verwerkte men 64.578 ton bonen tot 28.000 ton poeder, 26.000 ton boter en 3.000 ton massa. In 1984 werd al 67.108 ton bonen verwerkt.
In 1996 werd het bedrijf overgenomen door ADM en ondergebracht bij ADM Cocoa. Op dat ogenblik werd 190 kton cacaobonen per jaar verwerkt, de helft van de totale hoeveelheid in Nederland (355 kton in 1995). Tegenwoordig is de fabriek eigendom van Olam Cocoa.